# Dia Internacional da Lua
O Dia Internacional da Lua é celebrado anualmente no dia 20 de julho e foi implementado pela Assembleia Geral das Nações Unidas em 2021. Tem como objectivo promover utilização pacífica do espaço exterior através da cooperação internacional.              

## História
Este dia foi proclamado pela Assembleia Geral das Nações Unidas no dia 9 de dezembro de 2021, com a assinatura da Resolução 76/76. A data escolhida para a sua celebração é o dia 20 de julho, o aniversário da chegada do homem à Lua em 1969.

## Objectivos
Tem como objectivo promover utilização pacífica do espaço exterior através da cooperação internacional, no sentido de serem desenvolvidos esforços para que não haja uma corrida ao armamento no espaço sideral. Procura também alertar para outras situações, nomeadamente a questão do lixo espacial e os problemas que este acarreta.